# InterSky
InterSky Luftfahrt GmbH was een Oostenrijkse regionale low-cost luchtvaartmaatschappij. Na financiële problemen werden de vluchten gestaakt vanaf 5 november 2015.

## Geschiedenis
InterSky werd in november 2001 door de voormalige eigenaren van Rheintalflug, het echtpaar Renate Moser en Rolf Seewald, opgericht. De eerste vlucht was op 25 maart 2002. Het heeft zijn hoofdkwartier in Bregenz, maar de thuisbasis is Friedrichshafen in Duitsland. Het eigendom binnen het familiebedrijf is verdeeld over Moser (50%), Seewald (35%) en andere familieleden (15%). 
Moser was van 2002 tot medio 2006 de enige vrouw die zowel eigenaar als leidinggevende van een luchtvaartmaatschappij was. Ze heeft zich, net als haar man, sindsdien teruggetrokken en is 'slechts' aandeelhouder. Jörg Schwingeler (eerder bij Lufthansa en Augsburg Airways) en Claus Bernatzik (eerder bij Rheintalflug en Eurowings) hebben tegenwoordig de leiding.
In 2004 vervoerde de maatschappij 135.000 passagiers, in 2006 waren dat er 165.000 en in 2007 180.000. 

## Vloot
InterSky beschikte over vier Dash 8-300Q vliegtuigen en 2 ATR 72 600's.